# Henry Molaison
 Denne artikel bør gennemlæses af en person med fagkendskab for at sikre den faglige korrekthed.
    ..en vis oprydning i wikificering er vist nødvendig

Henry Gustav Molaison, kendt som HM (født 26. februar 1926 i Mansfield, Connecticut USA, død  2 december 2008), er et af de mest kendte navne indenfor psykologi. HM led af epilepsi og er en af de mest studerede amnesipatienter. 
Da HM var 7 år, kom han ud for et lille uheld på cykel. Dog viste det sig at dette ikke havde forårsaget hans epilepsi, som man tidligere havde formodet . Udover dette lille uheld havde HM, indtil han fyldte 10 år en normal barndom. Ved denne alder begyndte han at have absencer (epileptiske anfald) dagligt og dette udviklede sig da han blev 15 år. 
Her udviklede han tonisk-kloniske anfald. Lægen Dr. William Scoville begyndte i 1943 at behandle HM med forskellige slags medicin. Dr. Scoville prøvede at undersøge hvad der forårsagede disse anfald ved at udføre en EEG. Denne undersøgelse kunne ikke lokalisere hvor anfaldene opstod i HM’s hjerne. HM forsatte med at leve med disse epileptiske anfald. Han dimitterede fra gymnasiet i 1947 og efter gymnasiet arbejdede han med at reparerer elmotorer og boede hos sine forældre. I denne periode forekom hans anfald op til 10 gange dagligt, hvilket forhindrede ham i at leve et normalt liv. I 1953 blev der udført en operation på HM af Dr. Scoville, hvor håbet var at det ville kontrollere hans anfald og dermed forbedre hans livskvalitet. Operationen var en “bilateral medial temporal lobe resection”, hvor hans tindingelappe blev fjernet, herunder amygdala, uncus og hippocampus. Efter operationen blev hans anfald mindre, men konsekvenser ved operationen var at han havde udviklet anterograd amnesi. Dette indebar at han ikke var i stand til at lagre nye erindringer i langtidshukommelsen, og dermed kun havde korttidshukommelse. Han var i stand til at tale normalt, men glemte senere den samtale han havde haft og den person han havde snakket med. HM boede fortsat hos sine forældre efter operationen, men efter 1977 endte han med at blive flyttet til Bickford Health care center i Windsor Locks, Connecticut USA . Henry Molaison levede resten af sit liv uden evne til at tilegne sig nye minder. Samtidig brugte han sit liv som en del af forskningsundersøgelser som skabte en fundamental forståelse for hvordan hukommelse fungerer. Henry døde som 82-årig 2 december 2008. Efter Henrys død blev hans officielle navn Henry Gustav Molaison afsløret og hans hjerne blev doneret til Mass General og MIT. En tredimensionel rekonstruering af hans hjerne blev derefter udarbejdet, som en del af “Projekt H.M” ved The Brain Observatory.

## Bidrag til videnskaben
Undersøgelserne af HM belyste forståelsen af hukommelse på flere måder. Et af disse var at han belyste forskellen mellem kort og langhukommelsesprocesser, heri bearbejdes de i hver deres hukommelseskredsløb. HM var pga. operationen ude af stand til at kunne konvertere kortidsminder til langtidsminder. Dertil blev der skabt en forståelse af at korttidshukommelsens kapacitet er begrænset og falder med det samme medmindre vi øver den eller konverterer den til langtidshukommelsen. Derudover viste det sig at, selvom HM ikke kunne erhverve sig ny information, havde han stadig evnen til at tilegne sig motoriske færdigheder. En undersøgelse, fra 1959, udarbejdet af Miller, viste at HM kunne forbedre sig over en periode. Heri skulle han tegne en figur ved at kigge ind i et spejl der reflekterede papiret foran ham. Resultaterne viste at HM over en periode på 3 dage kunne forbedre sig i denne test. HM kunne dog ikke huske at han havde udført testen før.
Hans evne til at tilegne sig motoriske færdigheder var altså uafhængigt af hans deklarative hukommelses system. Dermed var det klart at der var flere en bare ét hukommelsessystemer. En tredje forståelse for hukommelsen var forskellen mellem episodisk og semantisk hukommelse i den deklarative hukommelse. HM var ikke i stand til at huske detaljer fra specifikke begivenheder, men han kunne stadig huske generelle fakta om verden. Dette ledte til en forståelse af at de to former for hukommelse: episodisk og semantisk, var adskilte. Det viste sig også, udefra nogle spatiale tests, at HM’s rumlige hukommelse var hæmmet efter operationen, og dette ledte til en forståelse for at hippocampus havde en betydning for rumlig hukommelse. HM formåede at tegne et præcist kort over det hus han levede i. Dette betød at andre dele af hjernen havde taget over for indkodningen og fastholdelsen af den rumlige information. Dermed kompenserede hans hjerne, indenfor dette område, for den hæmning som hans operation havde skabt, ved at aktivere den bevarede hjernestruktur og netværket i hjernen.